# Superpuchar Polski w Koszykówce Mężczyzn 1999
Superpuchar Polski w Koszykówce Mężczyzn 1999 – pierwsza w historii edycja Superpucharu Polski w koszykówce mężczyzn, która miała miejsce 4 września 1999 roku we wrocławskiej Hali Stulecia (wówczas Ludowej).
Według założeń jego pomysłodawców rozgrywany po raz pierwszy w 1999 roku Superpuchar Polski w koszykówce mężczyzn miał stać się „świętem” dla kibiców polskiej koszykówki i imprezą tradycyjnie rozpoczynającą nowy sezon rozgrywek klubowych, wzorem podobnych imprez organizowanych w piłce nożnej między innymi we Włoszech i Anglii.
Gospodarzem inaugurującego sezon 1999/2000 w polskiej koszykówce męskiej spotkania został mistrz Polski z sezonu 1998/1999 – Śląsk Wrocław, a mecz odbył się 4 września 1999 roku w Hali Stulecia (wówczas Ludowej), będącej w tym czasie areną, na której Śląsk rozgrywał swoje spotkania. Rywalem wrocławskiego zespołu był zdobywca Pucharu Polski z sezonu 1998/1999 – Hoop Pekaes Pruszków.
Obaj uczestnicy Superpucharu Polski w Koszykówce Mężczyzn 1999 otrzymali od sponsorów po 50 tysięcy złotych. Zdaniem ówczesnego prezesa Polskiego Związku Koszykówki – Kajetana Hądzelka impreza została zorganizowana na wysokim poziomie.
Przez większą część spotkania przewagę utrzymywał zespół z Pruszkowa, który po pierwszej połowie prowadził 35:29. Ostatecznie jednak, po celnym rzucie Adam Wójcika oddanym równo z końcową syrenę, wygraną 59:57 odniósł Śląsk. Najskuteczniejszym zawodnikiem drużyny z Wrocławia był Wójcik, który zdobył 20 punktów.